# Courmas
Courmas est une commune française, située dans le département de la Marne en région Grand Est.

## Géographie

### Localisation
Courmas se trouve au nord-ouest du département de la Marne, en région Grand Est. La commune appartient à la région agricole du Tardenois.
La commune de Courmas s'étend sur une superficie de 287 hectares, au nord de la Montagne de Reims et de son parc naturel régional. Sur son territoire, l'altitude varie de 158 à 253 mètres. Courmas se trouve dans un vallon formé par le Noron, ruisseau qui s'écoule vers Bouilly au nord-ouest. Au nord et au sud, les collines dépassent les 200 voire 250 mètres d'altitude.
Par la route, Courmas se situe à 55 km de Châlons-en-Champagne, préfecture du département, à 13 km de Reims, sous-préfecture, et à 25 km de Fismes, bureau centralisateur du canton de Fismes-Montagne de Reims dont dépend Courmas depuis 2015. La commune fait en outre partie du bassin de vie de Reims.
Courmas est limitrophe de 5 communes :
| Bouilly  |         | Ville-Dommange |
|          | Courmas | Sacy           |
| Chaumuzy | Marfaux |                |

### Hydrographie

#### Réseau hydrographique
La commune est dans la région hydrographique « la Seine du confluent de l'Oise (inclus) à l'embouchure » au sein du bassin Seine-Normandie. Elle est drainée par le Noron et le ruisseau de la Froide Fontaine,.

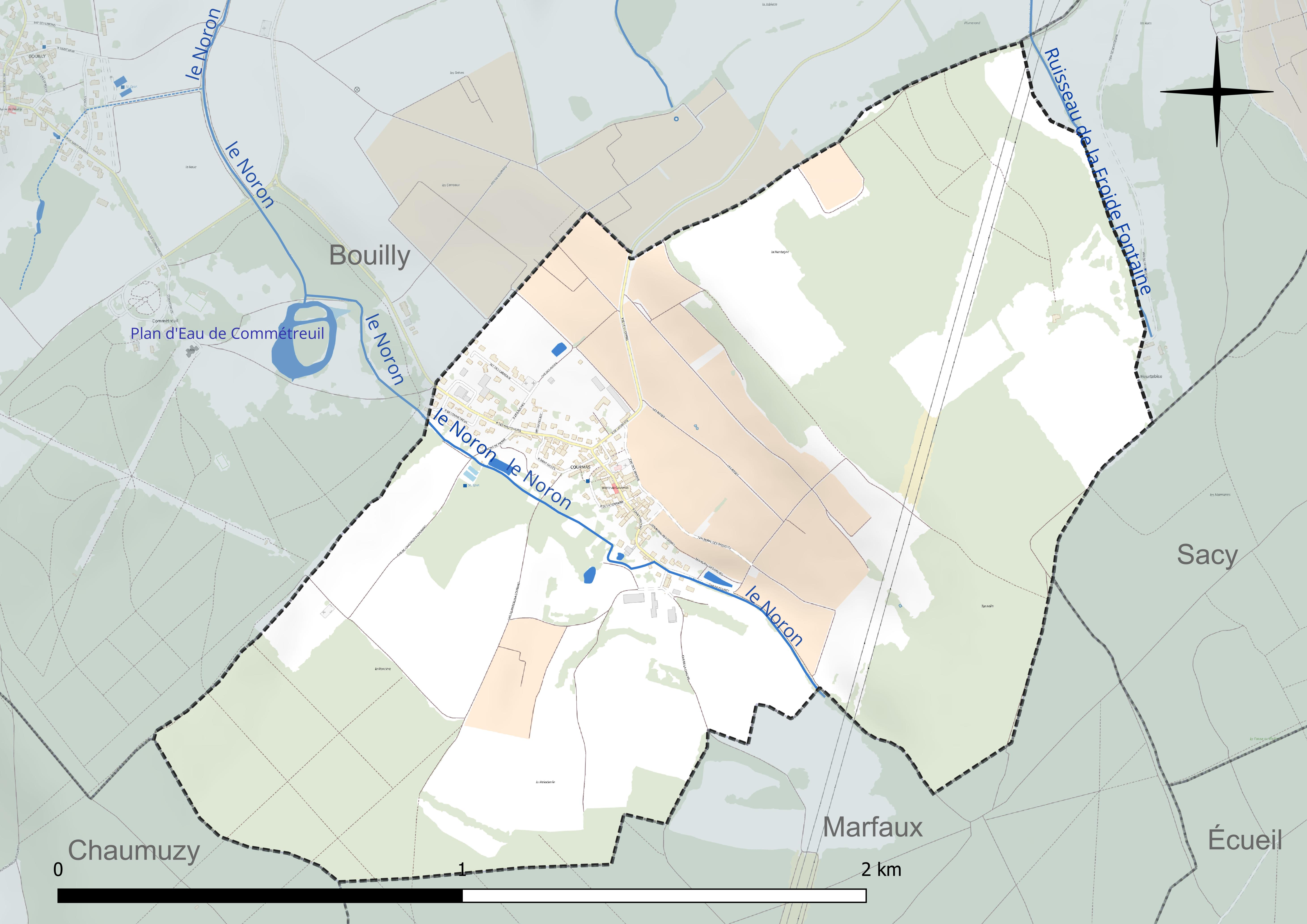
Réseau hydrographique de Courmas.

#### Gestion et qualité des eaux
Le territoire communal est couvert par le schéma d'aménagement et de gestion des eaux (SAGE) « Aisne Vesle Suippe ». Ce document de planification, dont le territoire s’étend sur 3 096 km2 répartis sur trois départements (Aisne, Marne et Ardennes) et deux régions (Champagne-Ardenne et Picardie), a été approuvé le 16 décembre 2013. La structure porteuse de l'élaboration et de la mise en œuvre est le Syndicat d’aménagement des bassins Aisne Vesle Suippe (SIABAVES). 
La qualité des cours d’eau peut être consultée sur un site dédié géré par les agences de l’eau et l’Agence française pour la biodiversité. 

### Climat
Pour des articles plus généraux, voir Climat du Grand Est et Climat de la Marne.
En 2010, le climat de la commune est de type climat océanique dégradé des plaines du Centre et du Nord, selon une étude du Centre national de la recherche scientifique s'appuyant sur une série de données couvrant la période 1971-2000. En 2020, Météo-France publie une typologie des climats de la France métropolitaine dans laquelle la commune est exposée à un climat océanique altéré et est dans la région climatique  Nord-est du bassin Parisien, caractérisée par un ensoleillement médiocre, une pluviométrie moyenne régulièrement répartie au cours de l’année et un hiver froid (3 °C). 
Pour la période 1971-2000, la température annuelle moyenne est de 10,6 °C, avec une amplitude thermique annuelle de 15,7 °C. Le cumul annuel moyen de précipitations est de 765 mm, avec 11,6 jours de précipitations en janvier et 8 jours en juillet. Pour la période 1991-2020, la température moyenne annuelle observée sur la station météorologique de Météo-France la plus proche, « Chambrecy-Civc », sur la commune de Chambrecy à 6 km à vol d'oiseau, est de 10,7 °C et le cumul annuel moyen de précipitations est de 734,0 mm. 
La température maximale relevée sur cette station est de 40,3 °C, atteinte le 25 juillet 2019 ; la température minimale est de −22,1 °C, atteinte le 17 janvier 1985,,. 
Les paramètres climatiques de la commune ont été estimés pour le milieu du siècle (2041-2070) selon différents scénarios d'émission de gaz à effet de serre à partir des nouvelles projections climatiques de référence DRIAS-2020. Ils sont consultables sur un site dédié publié par Météo-France en novembre 2022.

## Urbanisme

### Typologie
Au 1er janvier 2024, Courmas est catégorisée commune rurale à habitat dispersé, selon la nouvelle grille communale de densité à sept niveaux définie par l'Insee en 2022.
Elle est située hors unité urbaine. Par ailleurs la commune fait partie de l'aire d'attraction de Reims, dont elle est une commune de la couronne,. Cette aire, qui regroupe 294 communes, est catégorisée dans les aires de 200 000 à moins de 700 000 habitants,.

### Occupation des sols
L'occupation des sols de la commune, telle qu'elle ressort de la base de données européenne d’occupation biophysique des sols Corine Land Cover (CLC), est marquée par l'importance des territoires agricoles (56,9 % en 2018), une proportion identique à celle de 1990 (56,9 %). La répartition détaillée en 2018 est la suivante : 
forêts (43,1 %), terres arables (25,9 %), cultures permanentes (15,7 %), zones agricoles hétérogènes (8,8 %), prairies (6,6 %). L'évolution de l’occupation des sols de la commune et de ses infrastructures peut être observée sur les différentes représentations cartographiques du territoire : la carte de Cassini (XVIIIe siècle), la carte d'état-major (1820-1866) et les cartes ou photos aériennes de l'IGN pour la période actuelle (1950 à aujourd'hui).

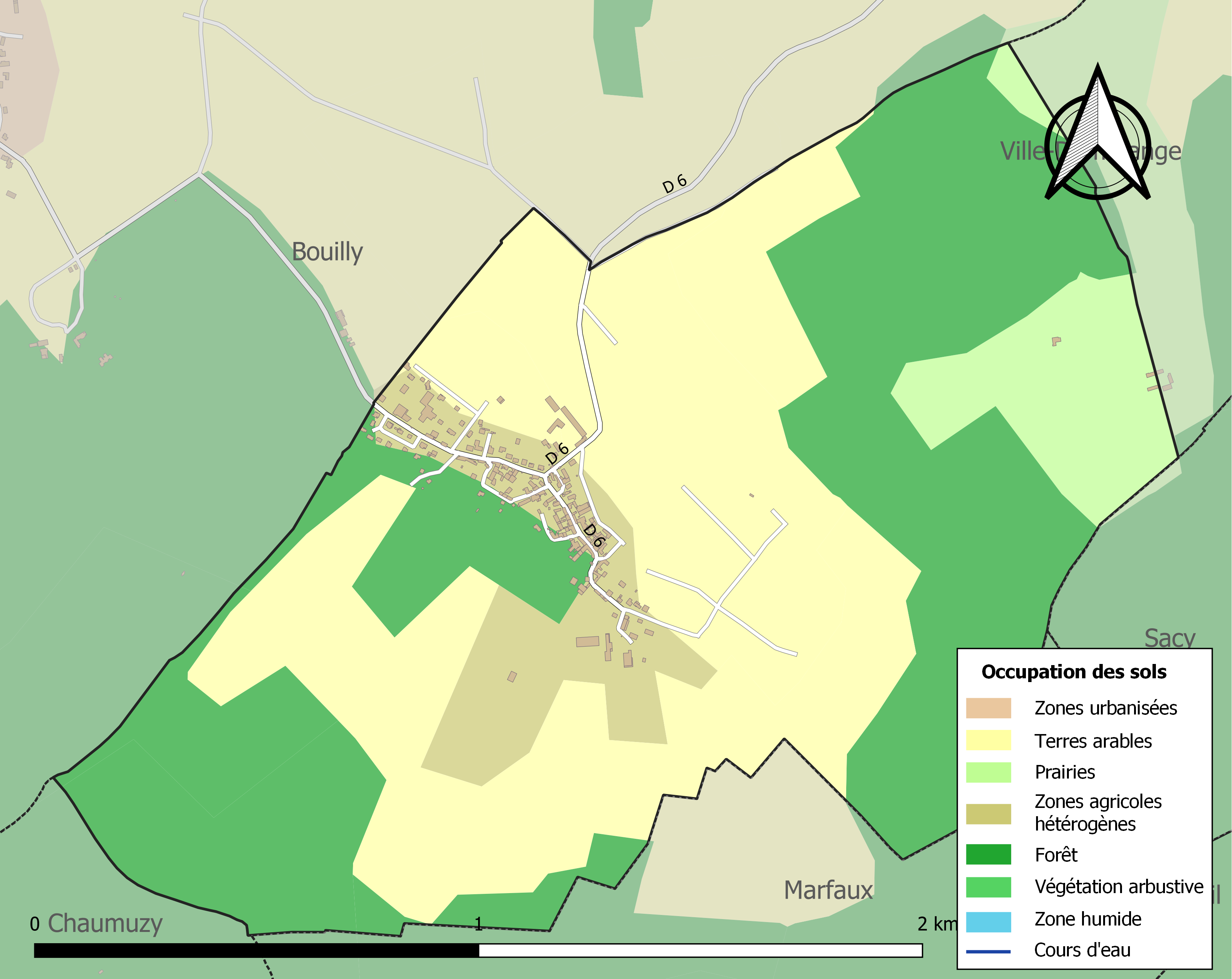
Carte des infrastructures et de l'occupation des sols de la commune en 2018 (CLC).

## Économie
Courmas possède un vignoble de 41 hectares en appellation Champagne.

## Toponymie
Le nom de la localité est attesté sous les formes Comart (1211) ; Cormarz, Comarz (vers 1222) ; Courmart (1255) ; Courmars (1272) ; Commart (1286) ; Coumarz (vers 1300) ; Courmay (1392) ; Cormars (1507) ; Courmatz (1618).

## Histoire

### Décorations françaises
Croix de guerre 1914-1918 : 30 mai 1921.

## Politique et administration
| Période   | Période    | Identité               | Étiquette | Qualité                        |
| --------- | ---------- | ---------------------- | --------- | ------------------------------ |
| vers 1806 | après 1812 | Nicolas Philippe       |           |                                |
| 1876      |            | Remy                   |           |                                |
|           |            |                        |           |                                |
| mars 2001 | mars 2008  | Jean-Bernard Bourgeois |           |                                |
| mars 2008 | En cours   | Jean-Robert Auguste    |           | Réélu pour le mandat 2020-2026 |

## Démographie
L'évolution du nombre d'habitants est connue à travers les recensements de la population effectués dans la commune depuis 1800. Pour les communes de moins de 10 000 habitants, une enquête de recensement portant sur toute la population est réalisée tous les cinq ans, les populations de référence des années intermédiaires étant quant à elles estimées par interpolation ou extrapolation. Pour la commune, le premier recensement exhaustif entrant dans le cadre du nouveau dispositif a été réalisé en 2008.

En 2022, la commune comptait 225 habitants, en évolution de +8,7 % par rapport à 2016 (Marne : −1,19 %, France hors Mayotte : +2,11 %).
| 1800 | 1806 | 1821 | 1831 | 1836 | 1841 | 1846 | 1851 | 1856 |
| ---- | ---- | ---- | ---- | ---- | ---- | ---- | ---- | ---- |
| 173  | 173  | 189  | 218  | 195  | 189  | 216  | 236  | 228  |

| 1861 | 1866 | 1872 | 1876 | 1881 | 1886 | 1891 | 1896 | 1901 |
| ---- | ---- | ---- | ---- | ---- | ---- | ---- | ---- | ---- |
| 334  | 232  | 188  | 180  | 176  | 181  | 186  | 195  | 217  |

| 1906 | 1911 | 1921 | 1926 | 1931 | 1936 | 1946 | 1954 | 1962 |
| ---- | ---- | ---- | ---- | ---- | ---- | ---- | ---- | ---- |
| 193  | 170  | 153  | 150  | 155  | 140  | 113  | 110  | 134  |

| 1968 | 1975 | 1982 | 1990 | 1999 | 2006 | 2008 | 2013 | 2018 |
| ---- | ---- | ---- | ---- | ---- | ---- | ---- | ---- | ---- |
| 136  | 130  | 124  | 174  | 192  | 180  | 177  | 190  | 212  |

| 2022 | - | - | - | - | - | - | - | - |
| ---- | - | - | - | - | - | - | - | - |
| 225  | - | - | - | - | - | - | - | - |

## Culture locale et patrimoine

### Lieux et monuments
- L'église Saint-Rémy, reconstruite en 1924. L'édifice précédent, du XVIe siècle, avait été en grande partie détruit lors de la Première Guerre mondiale[30].
- Le cimetière britannique de Courmas, de la Commonwealth War Graves Commission, rend hommage aux soldats tombés durant la Première Guerre mondiale.

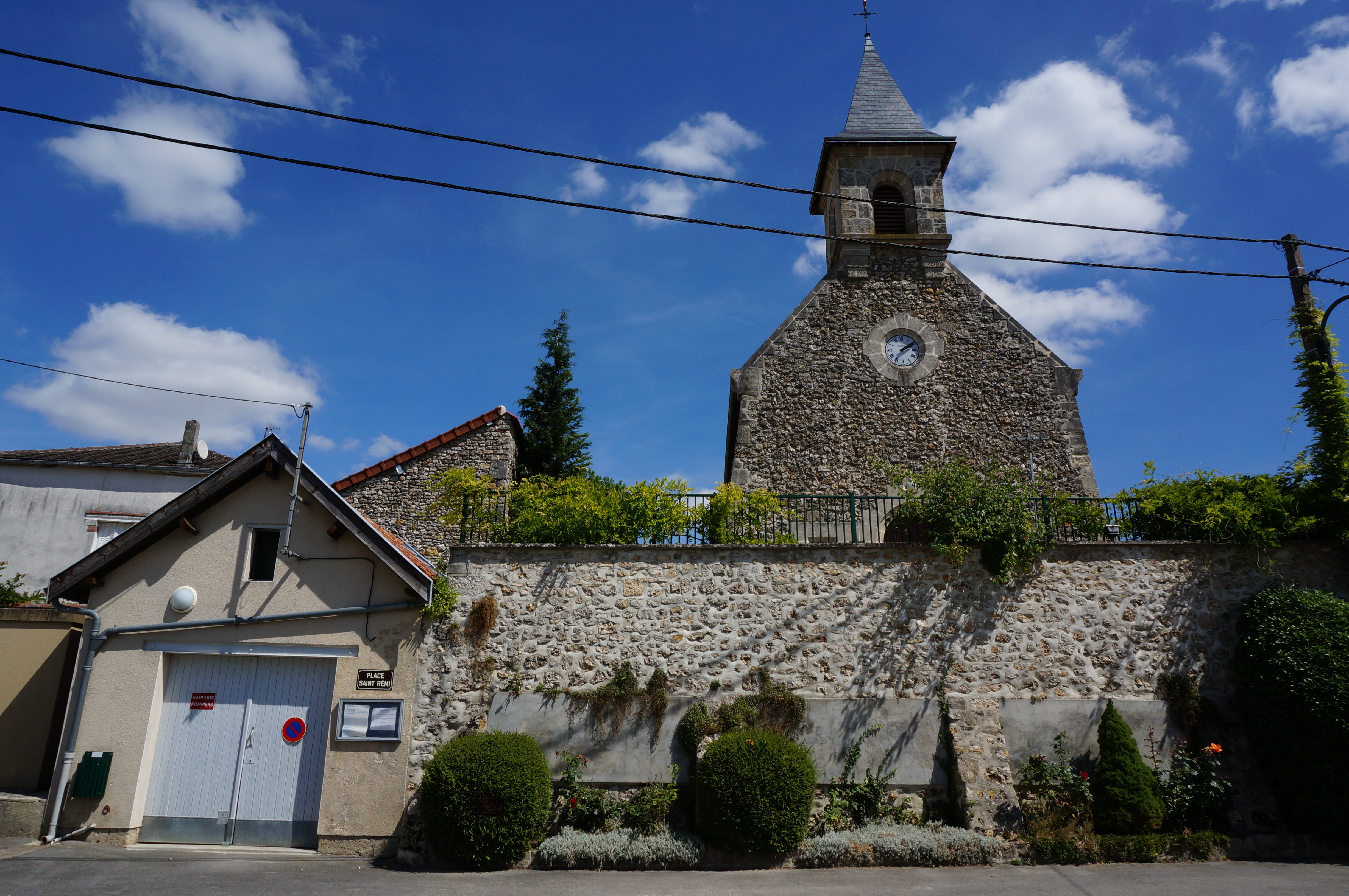
L'église et le local des pompiers.
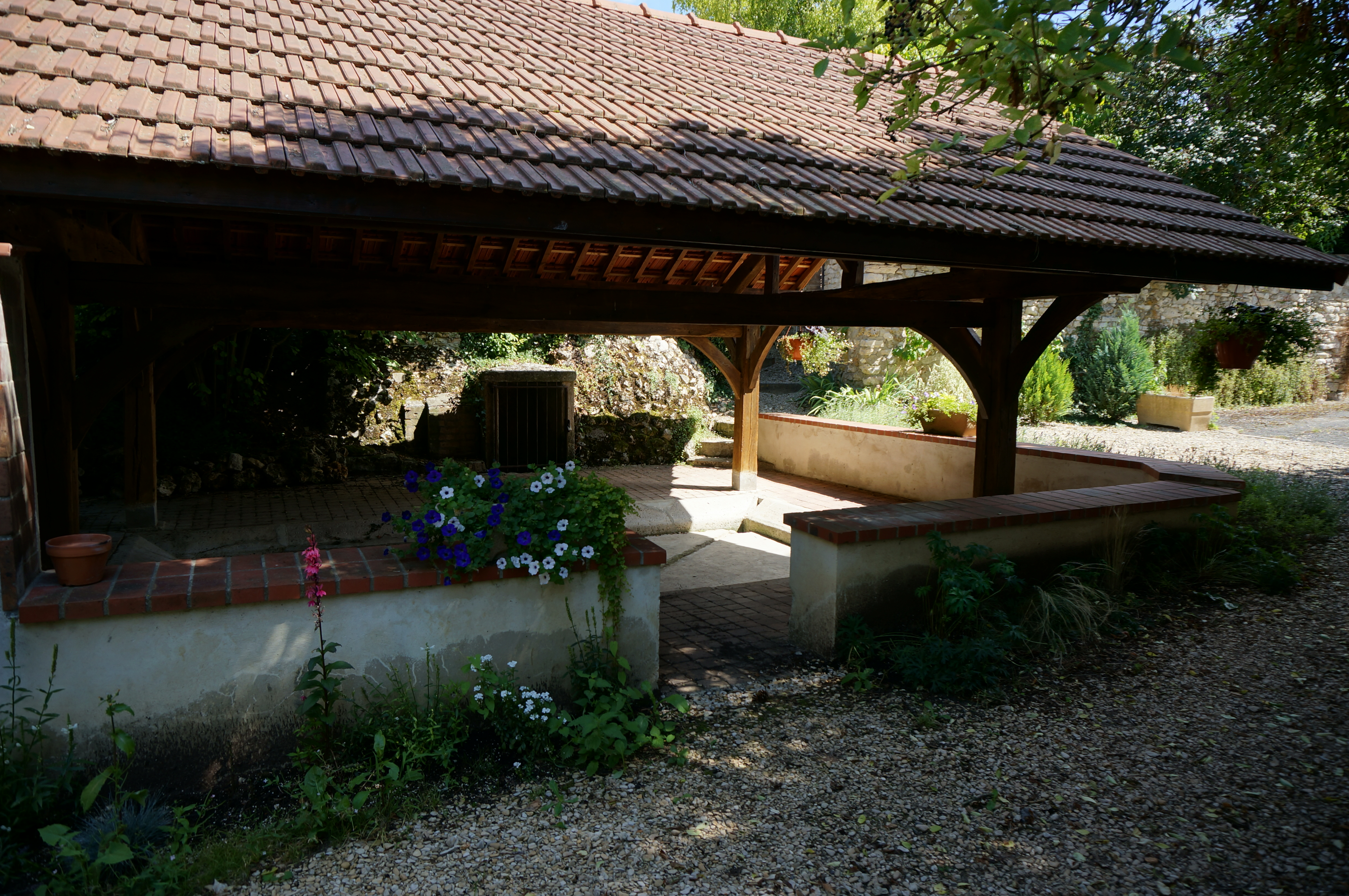
Au cœur du village, le lavoir.
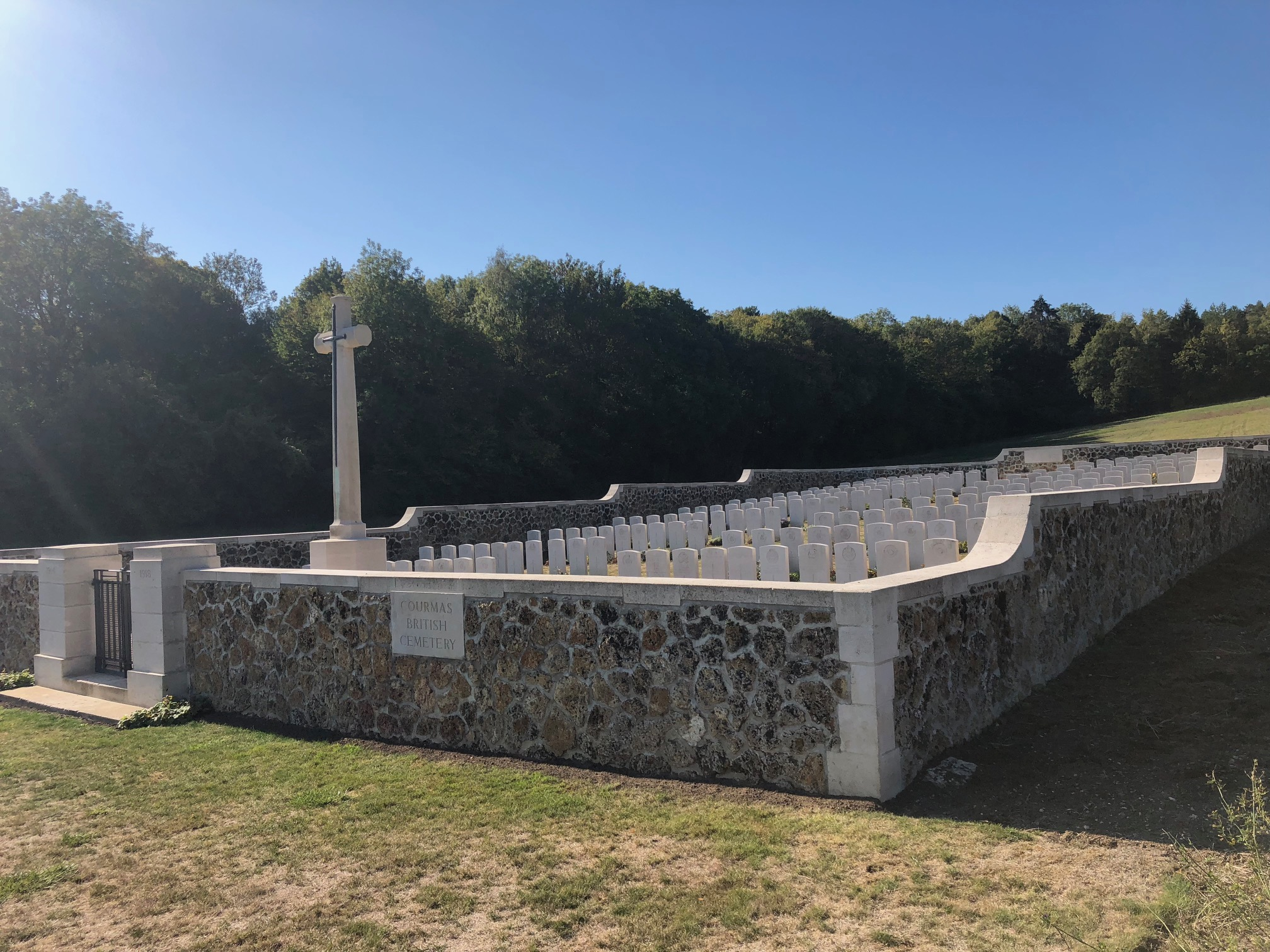
Cimetière britannique de Courmas.

### Héraldique
Pour un article plus général, voir Armorial des communes de la Marne.
| Blason de Courmas | Blason  | Parti : au 1er d'or à une grappe de raisin feuillée de sinople, au 2d de gueules à la croix alésée d'argent ; le tout au chef d'azur à la jumelle potencée contre-potencée d'or. Ornements extérieursCroix de guerre 1914-1918 |
| Blason de Courmas | Détails | Présent sur le site Internet de la mairie. |

## Sources